# Ramon Fontserè
Ramon Fontserè (Torelló, Barcelona, 1956) es un actor de teatro y cine, director de teatro, escritor y dramaturgo español. Es miembro de Els Joglars desde 1983, asumiendo su dirección en 2012 en sustitución de Albert Boadella. Es especialmente conocido por sus personajes interpretando a Jordi Pujol en Ubú president, a Salvador Dalí en Daaalí (1999), que le valió el Premio Nacional de Teatro del año 2000, a Josep Plà en La increíble historia del Dr. Floït & Mr.Pla (1997), a Juan Pablo II en Columbi Lapsus (1989) y a Juan Carlos I en El rey que fué (2023).

## Biografía
Empezó a estudiar teatro en el Instituto del Teatro de Vic, fue miembro de la compañía de teatro semiprofesional "La Gàbia" de Vic como actor y ayudante de dirección hasta que en 1983 se incorporó a la compañía de teatro Els Joglars.  La primera obra en la que participó como actor fue Teledeum, estrenada en diciembre de 1983. En ella interpretó el personaje de un cardenal italiano. En 2012 tomó el relevo en la dirección de Els Joglars a Albert Boadella. 

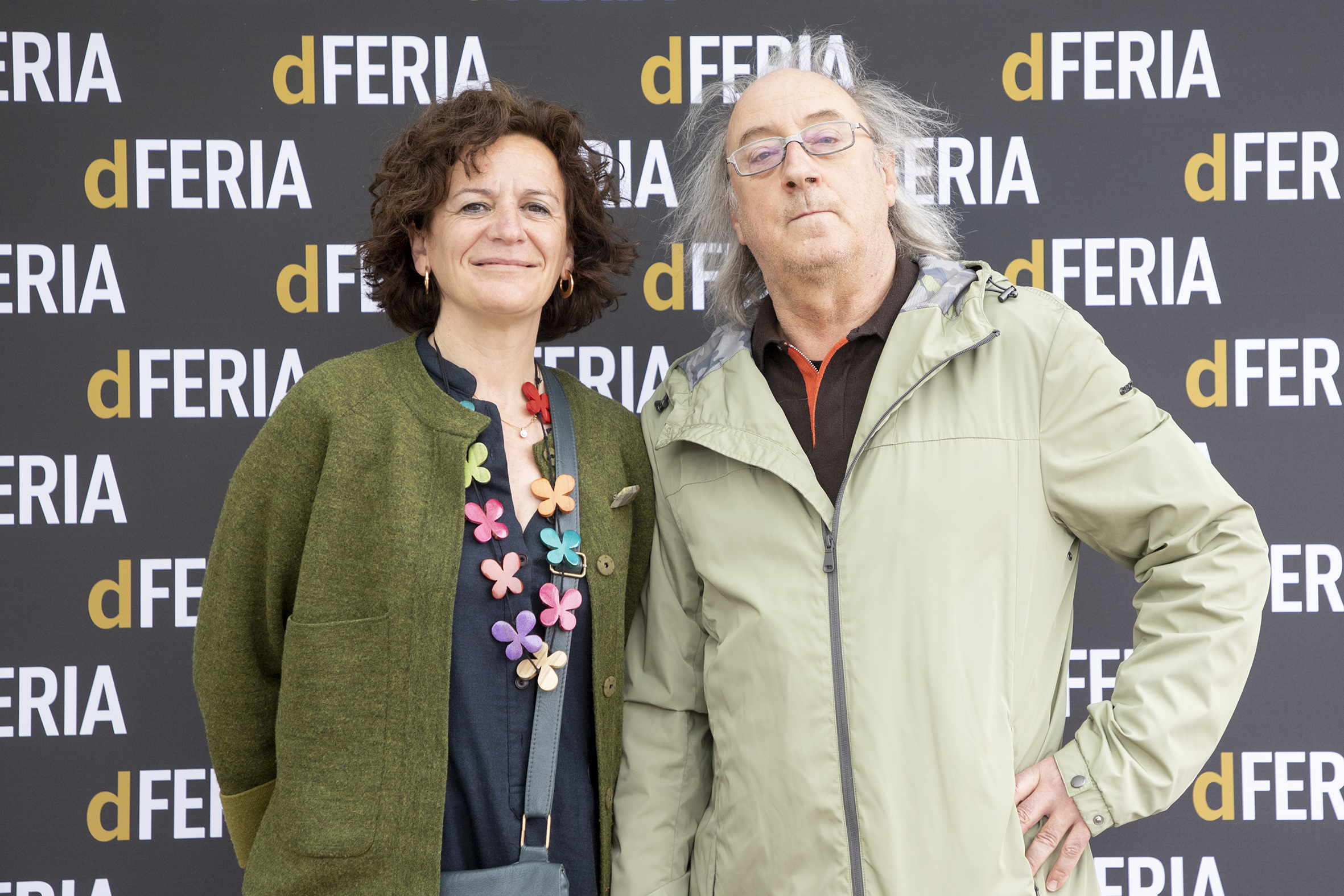
Pilar Sáenz y Ramón Fontserè. 2022

A lo largo de su carrera teatral como actor ha interpretado a personajes como Jordi Pujol, Salvador Dalí o el escritor Josep Plà. Con su personaje de "Don José" en El Nacional, Els Joglars obtuvieron el Premio Nacional de Teatro en el año 1994, dotado con 2.500.000 pesetas, al que renunciaron por considerar que este reconocimiento llegaba excesivamente tarde. También ha protagonizado papeles televisivos y cinematográficos. 
En 2001 publicó un ensayo en forma de diario, Tres peus al gat: Diari d'un autor (Ed. 62 2001) donde comentaba las vicisitudes del oficio de un actor. Además ha explorado el campo de la novela, con Visca la Terra! (Columna, 2009), una sátira costumbrista sobre un mundo abocado a una convulsa transformación.
En 2023 protagonizó la comedia El rey que fue interpretando el personaje de Juan Carlos I, obra en la que Albert Boadella volvió a dirigir Els Joglars tras después de doce años
Al largo de su larga trayectoria ha recibido importantes premios teatrales entre los que destacan el Premio de la Crítica Teatral de Barcelona, obtenido por su representación de "Excels" en la obra Úbu President, el Premio Max, por La increible historia del Doctor Floit y Mister Pla y el Premio Nacional de Teatro, en el año 2000 por su papel protagonista en Daaalí.

## Filmografía
- Buenaventura Durruti, anarquista. Escrita y dirigida por Jean-Louis Comolli y interpretada por Els Joglars. Interpreta el personaje de Francisco Ascaso. (1999)
- Soldados de salamina (2003). Escrita y dirigida por David Trueba basada en la novela de Javier Cercas. Interpreta el personaje de Rafael Sánchez Mazas. Película candidata al Premio Oscar 2003 en la categoría de mejor película en lengua no inglesa.
- ¡Buen viaje, excelencia! (2003). Escrita y dirigida por Albert Boadella. Producida por Andrés Vicente Gómez. Interpreta el personaje de Francisco Franco, protagonista.
- El séptimo día (2004). Dirigida por Carlos Saura con guion de Ray Loriga. Interpreta el personaje de Jerónimo uno de los hermanos Fuentes.
- ¡Hay motivo! (2004). Película colectiva. Protagoniza el episodio “La mosca cojonera” dirigido por Antonio Betancor.
- La Torre de Babel (2006). Escrita y dirigida por Giovanna Ribes. Interpreta el personaje de Don Luis.
- Hécuba. Un sueño de pasión (2006). Documental de José Luis López Linares y Arantxa Aguirre sobre el oficio de los actores en España.
- Tres dies amb la família (2008). Escrita y dirigida por Mar Coll. Interpreta el personaje de Pere.
- Todas las canciones hablan de mí (2010). Dirigida por Jonás Trueba. Guion de Jonás Trueba y Daniel Gascón. Interpreta el personaje de Luismi.
- Madrid 1987 (2011). Dirigida por David Trueba. Colaboración.
- Insensibles (2012). Dirigida por Juan Carlos Medina.
- Vivir es fácil con los ojos cerrados (2013). Dirigida por David Trueba. Premio Goya a la mejor película 2014.
- Secuestro (2016). Dirigida por Mar Artagona.
- 7 raons per fugir (de la societat) (2019). Dirigida por Esteve Soler, Gerard Quinto y David Torras.
- Saben aquell (2023). Dirigida por David Trueba. Interpreta el personaje de Amadeu.

## Teatro
Ha participado como actor en las siguientes obras de Els Joglars, dirigidas por Albert Boadella:
- Teledeum (1983)
- Virtuosos de Fontainebleau (1985)
- Bye, bye Beethoven (1987)
- Yo tengo un tío en América (1991)

Ha interpretado los personajes protagonistas de:
- Columbi Lapsus (1989). Marzinkus/Juan Pablo I
- El Nacional (1993). Don Josep
- Ubú President (1995). Excels
- La increíble historia del Dr. Floit & Mr. Pla (1997). Josep Pla
- Daaalí (1999). Salvador Dalí
- La Trilogía: Ubú, Pla, Daaalí (2001).
- El Retablo de las Maravillas (2004). Don José
- En un lugar de Manhattan (2005). Don Alonso
- Controversia del toro y el torero (2006). Torero
- La cena (2008). Maestro Rada
- 2036 Omena-G (2010).
- El Nacional (2011).
- El coloquio de los perros (2013)
- VIP (2014)
- Zenit - La realidad a su medida (2016)
- Señor Ruiseñor (2018)
- ¡Que salga Aristófanes! (2022)
- El rey que fue (2023). Juan Carlos I[9]

## Televisión
Ha participado en las series de televisión de Els Joglars dirigidas por Albert Boadella:
- 1988 Som 1 Meravella (TVE)
- 1989 Ya Semos Europeos (TVE)
- 1991 Orden Especial (TVE)
- 1995 Vaya día (Canal+)

## Libros
- Tres pies al gato (Ed. 62, 2001)
- Visca la terra! La rocambolesca història del transportista Pere Bitxo (Columna, 2009)

## Premios y reconocimientos

### Individuales
- Premio de la Crítica de Barcelona por Ubú President (España,1996)
- Premio Max de interpretación masculina por La increíble historia del Dr.Floit & Mr. Pla (España,1998)[10]
- Premio Nacional de Teatro por Daaalí (España,2000)[11]

### Colectivos
Junto a Els Joglars ha recibido diversos premios nacionales e internacionales entre los que destacan: 
- Premio de la Crítica del Festival de Edimburgo (1992, Reino Unido) por la obra Yo tengo un tío en América y Premio Fundación HAMADA por la misma obra.
- Premio Nacional de Teatro (1994, España) por la obra El Nacional
- Medalla de Oro de las Bellas Artes (1999, España)
- Premio Saulo Benavente al mejor espectáculo internacional (1999, Argentina) por la obra Daaalí